# Clematis smilacifolia
Clematis smilacifolia är en ranunkelväxtart. Clematis smilacifolia ingår i släktet klematisar, och familjen ranunkelväxter.

## Underarter
Arten delas in i följande underarter:
- C. s. andamanica
- C. s. smilacifolia
- C. s. angustifolia
- C. s. peltata

## Bildgalleri

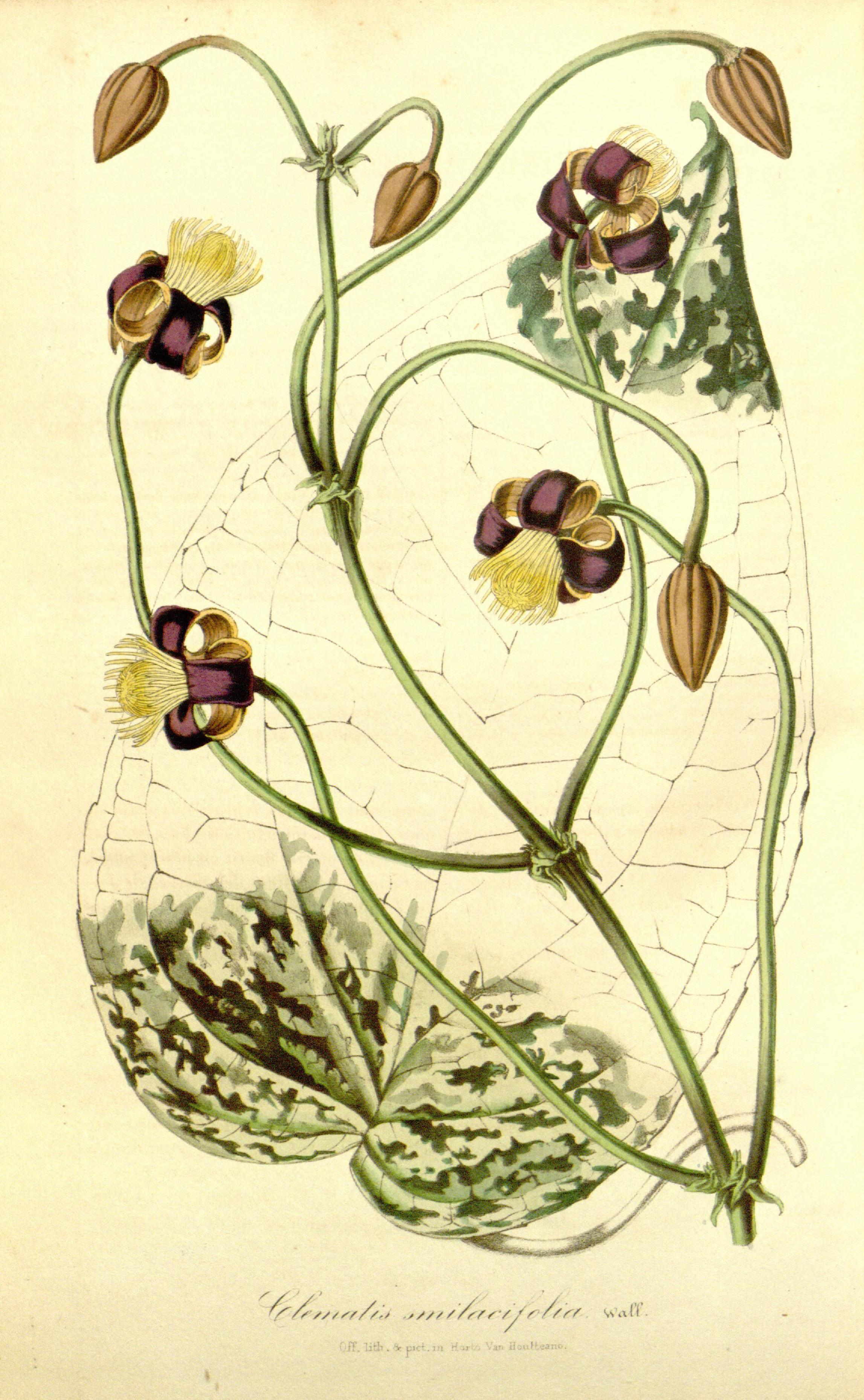